# Scotomanes
Genre
Synonymes
- Scoteinus Dobson, 1875[2]

Scotomanes est un genre de mammifères chiroptères (chauves-souris) de la famille des Vespertilionidae.

## Liste d'espèces
Selon BioLib (22 juin 2019) :
- Scotomanes ornatus (Blyth, 1851)